# Aix Maurienne Savoie Basket
O Aix Maurienne Savoie Basket, é um clube profissional de basquetebol sediado na cidade de Aix-les-Bains, Auvérnia-Ródano-Alpes, França que atualmente disputa a LNB ProB. Foi fundado em 2005 e manda seus jogos na Ginásio Marlioz com capacidade de 1.900 espectadores.

## Temporada por Temporada
| Temporada | Nível | Liga     | Pos. | Pós Temporada              |
| --------- | ----- | -------- | ---- | -------------------------- |
| 2004-05   | 2     | LNB ProB | 11   |                            |
| 2005-06   | 2     | LNB ProB | 9    |                            |
| 2006-07   | 2     | LNB ProB | 14   |                            |
| 2007-08   | 2     | LNB ProB | 9    |                            |
| 2008-09   | 2     | LNB ProB | 12   |                            |
| 2009-10   | 2     | LNB ProB | 4    | Semifinalista              |
| 2010–11   | 2     | LNB ProB | 7    | Quartas de Finais          |
| 2011–12   | 2     | LNB ProB | 5    | Quartas de Finais          |
| 2012–13   | 2     | LNB ProB | 10   |                            |
| 2013–14   | 2     | LNB ProB | 8    | Quartas de Finais          |
| 2014-15   | 2     | LNB ProB | 17   | Rebaixado                  |
| 2015-16   | 3     | NM1      | 7    | Playoffs Promoçãopromovido |
| 2016-17   | 2     | LNB ProB | 17   | Rebaixado                  |
| 2017-18   | 2     | LNB ProB | 11   |                            |
| 2018-19   | 2     | LNB ProB | 16   |                            |
| 2019-20   | 2     | LNB ProB | 16   |                            |
| 2020-21   | 2     | LNB ProB | 15   |                            |

## Títulos
- Nationale 1 (terceira divisão)

Campeões (1): 2015-16